# Gewone vrouwenmantelroest
De gewone vrouwenmantelroest (Trachyspora alchemillae) is een autoecische schimmel, die behoort tot de klasse roesten en de familie Phragmidiaceae. De schimmel komt voor op Alchemilla (vrouwenmantel). Er worden slechts 2 soorten sporen geproduceerd: urediniosporen en teliosporen.. 
De gewone vrouwenmantelroest overwintert als mycelium in de wortelstokken van de plant, vanwaaruit het zich in het vroege voorjaar begint te ontwikkelen.
Aan de onderkant van de bladeren worden verspreide, gelige of oranje, poedervormige uredinia gevormd, die soms het hele bladoppervlak bedekken. Ze hebben een ronde of langwerpige vorm en in grote hoeveelheden vloeien ze soms samen. De oranje, ongeveer bolvormige of ellipsoïde urediniosporen zijn 16–25 × 14–21 μm groot. Ze hebben een met fijne stekels bezette wand. De later gevormde telia zijn qua vorm vergelijkbaar met de uredinia, maar zitten meestal verspreid op het blad en vloeien niet samen. Ze zijn poedervormig en hebben een bruin-roodachtige kleur. De bruinachtige, ovale of ellipsoïde, eencellige teliosporen zijn 26-40 × 20-30 μm groot en hebben een tot 3 µm dikke wand. Hun hele oppervlak, of in ieder geval het bovenste gedeelte, is bedekt met wratten.. Ze hebben een korte, afbrekende steel.
De schimmel komt voor in Europa en op IJsland. In Nederland is de gewone vrouwenmantelroest uiterst zeldzaam.

## Foto's

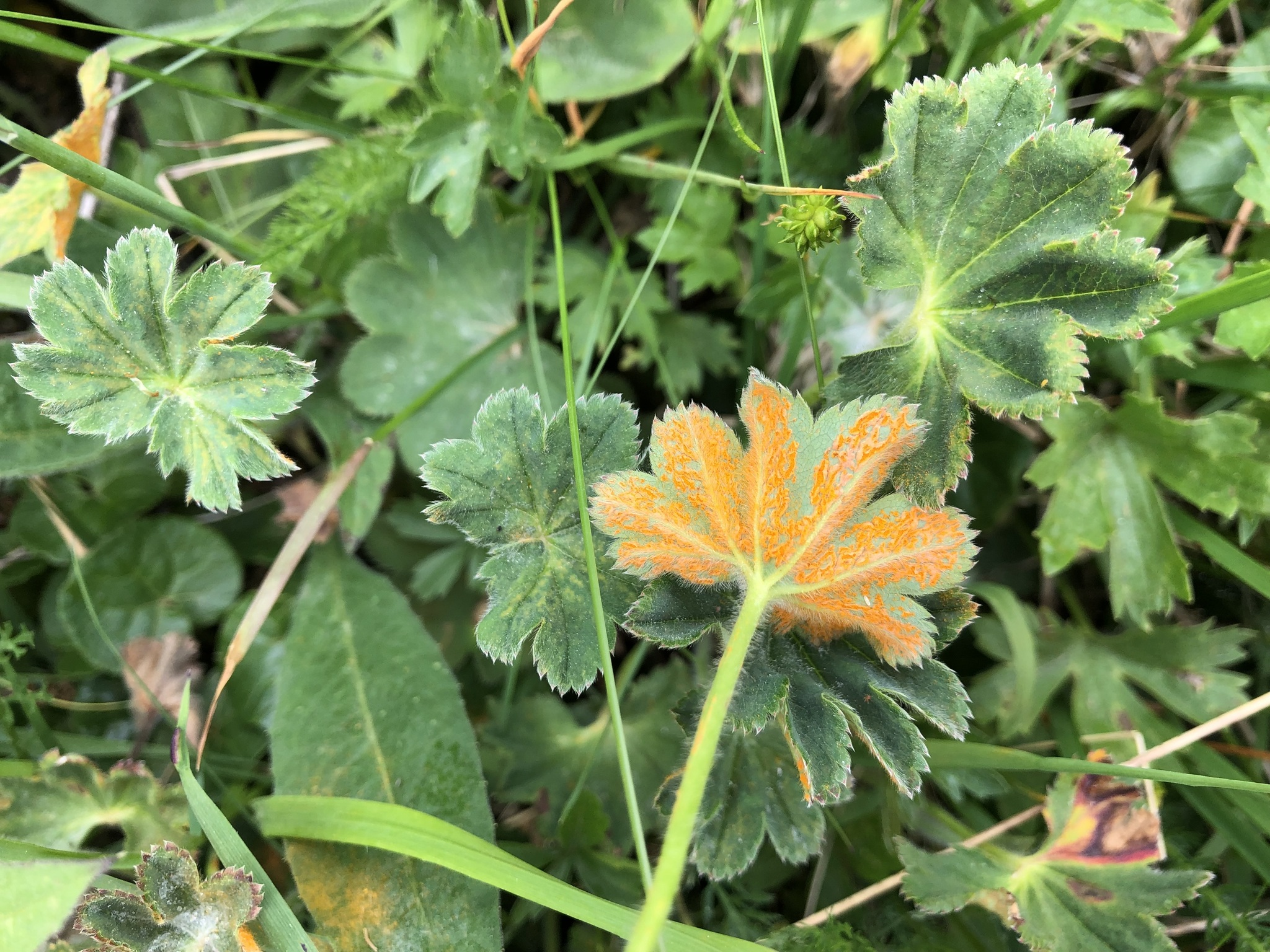
Plant met uredinia
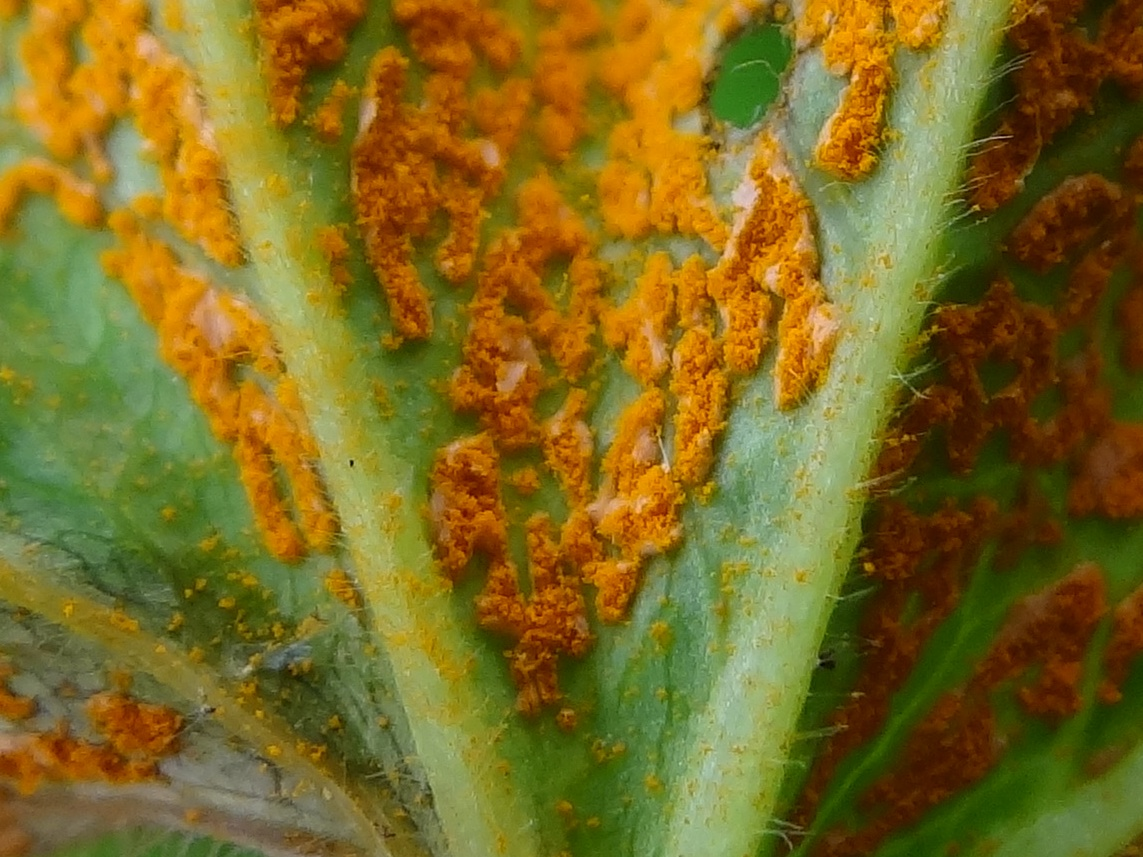
Uredinia
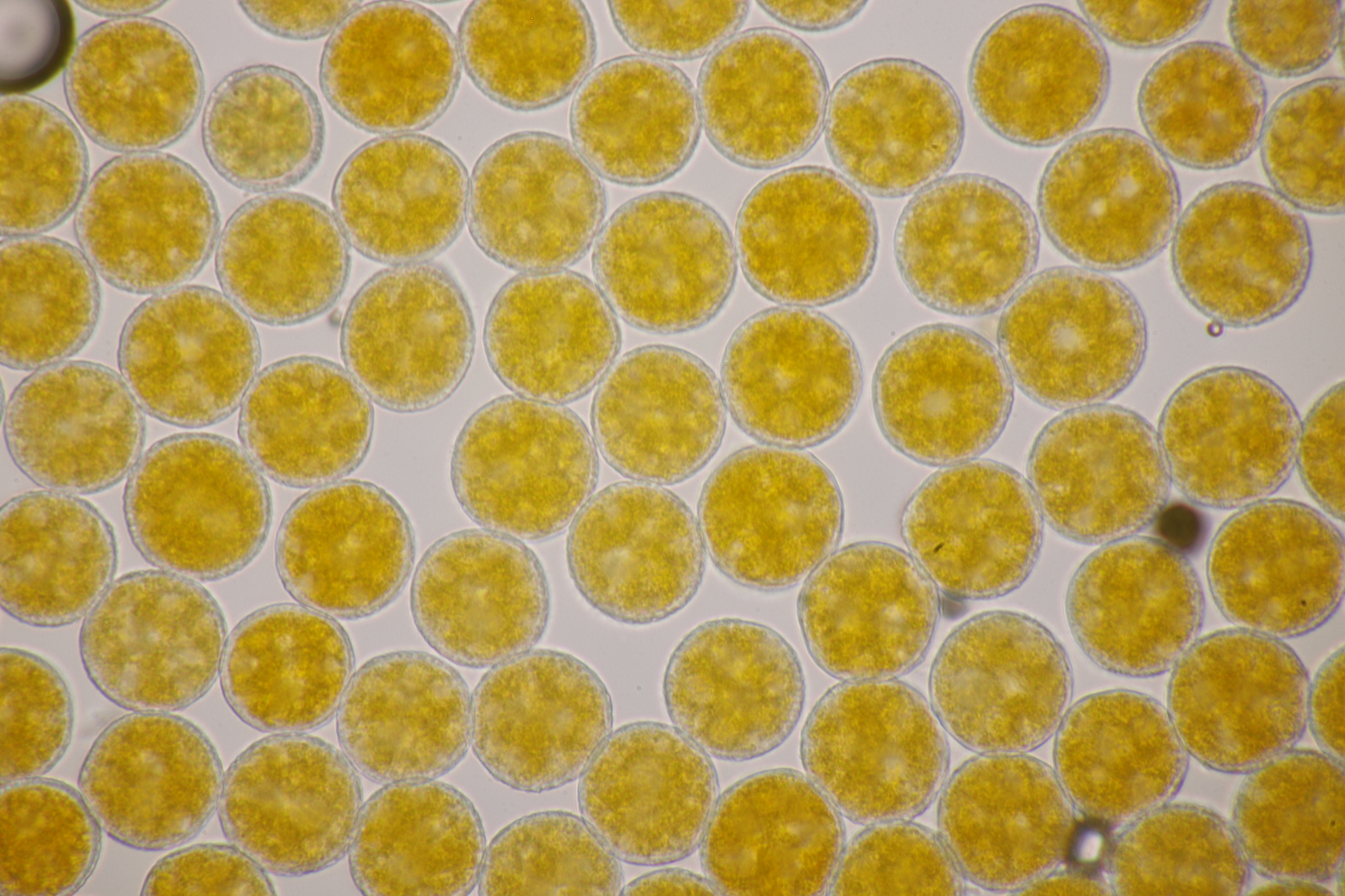
Urediniosporen
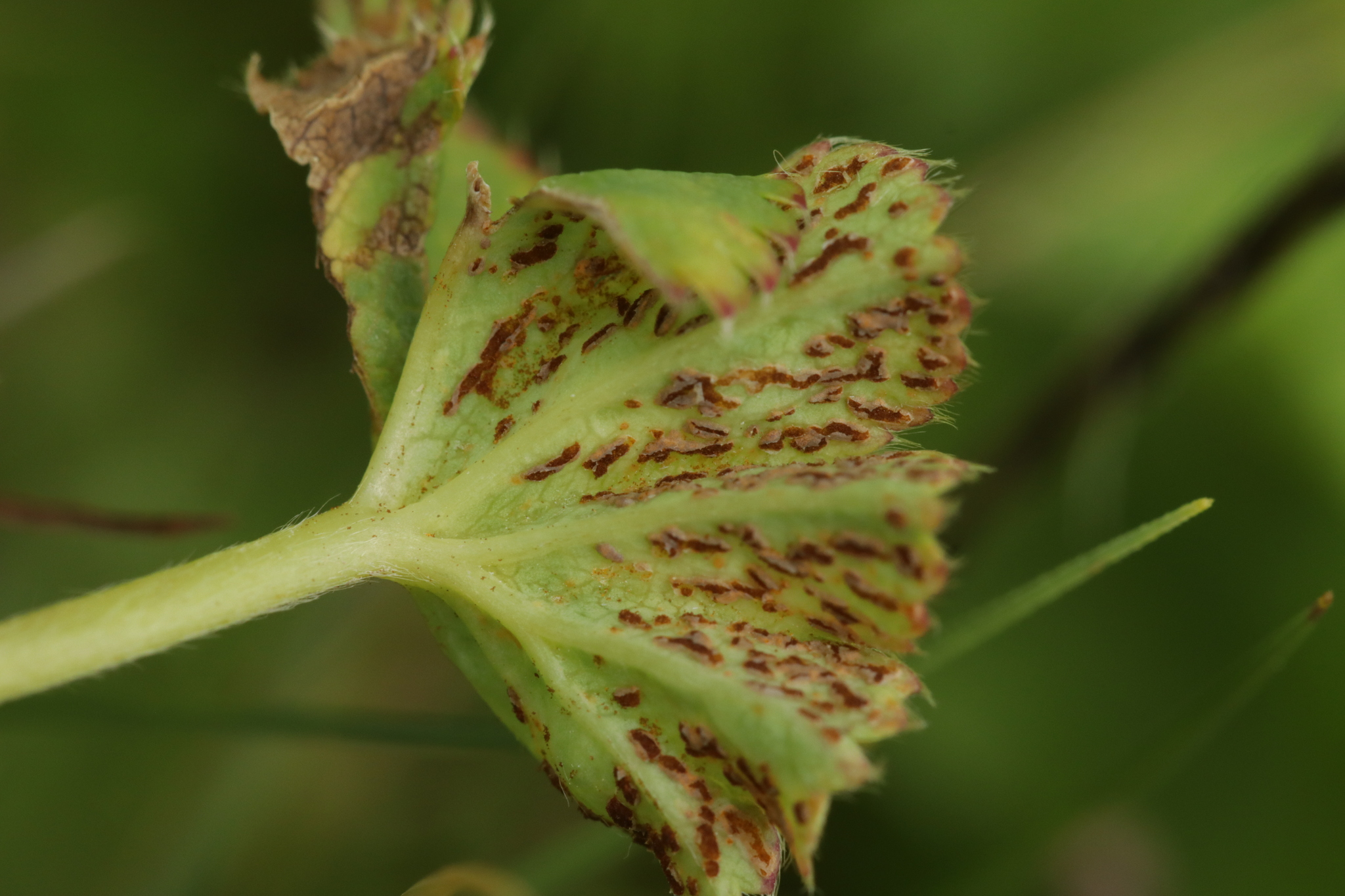
Telia op kale vrouwenmantel
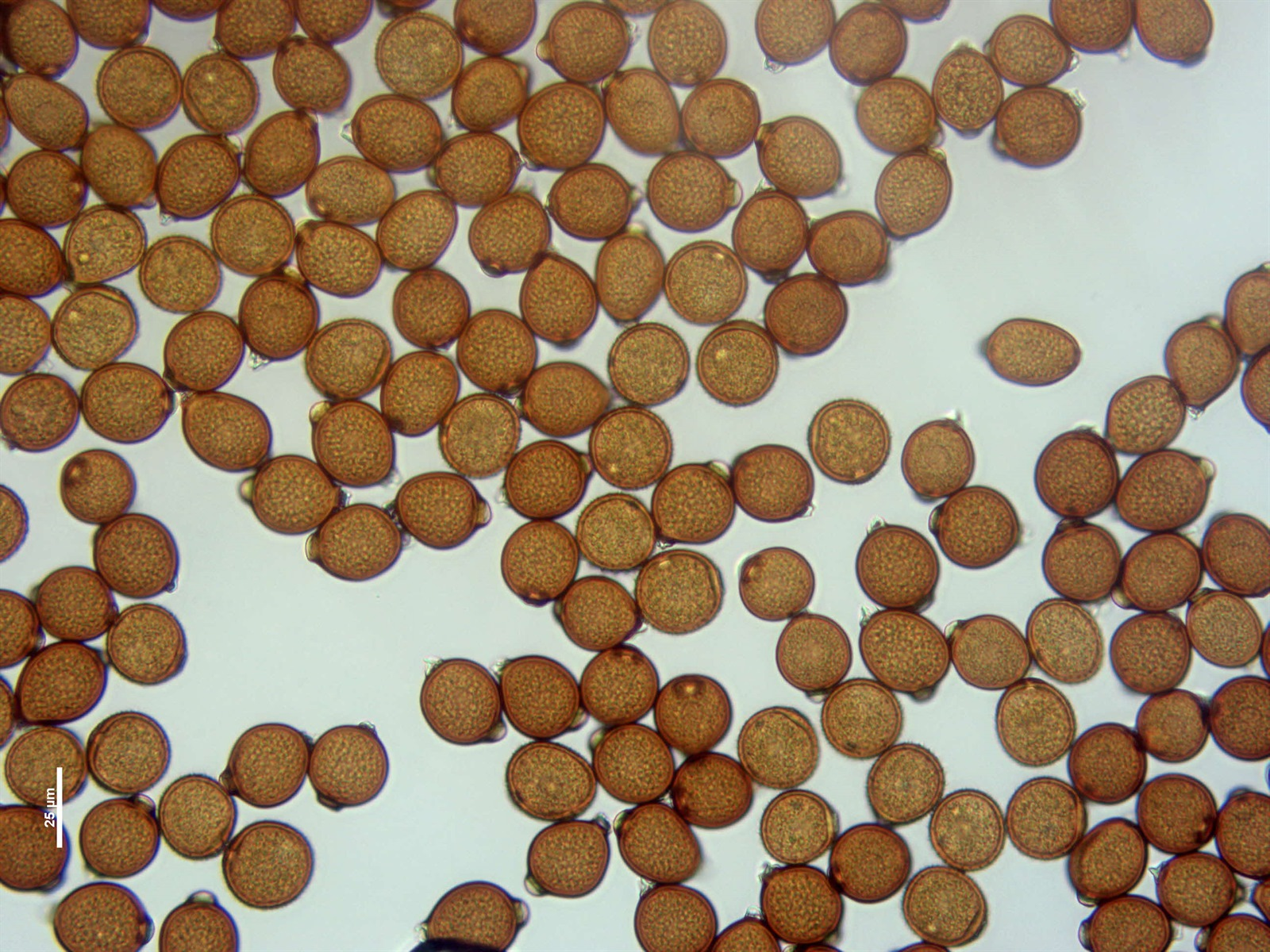
Teliosporen
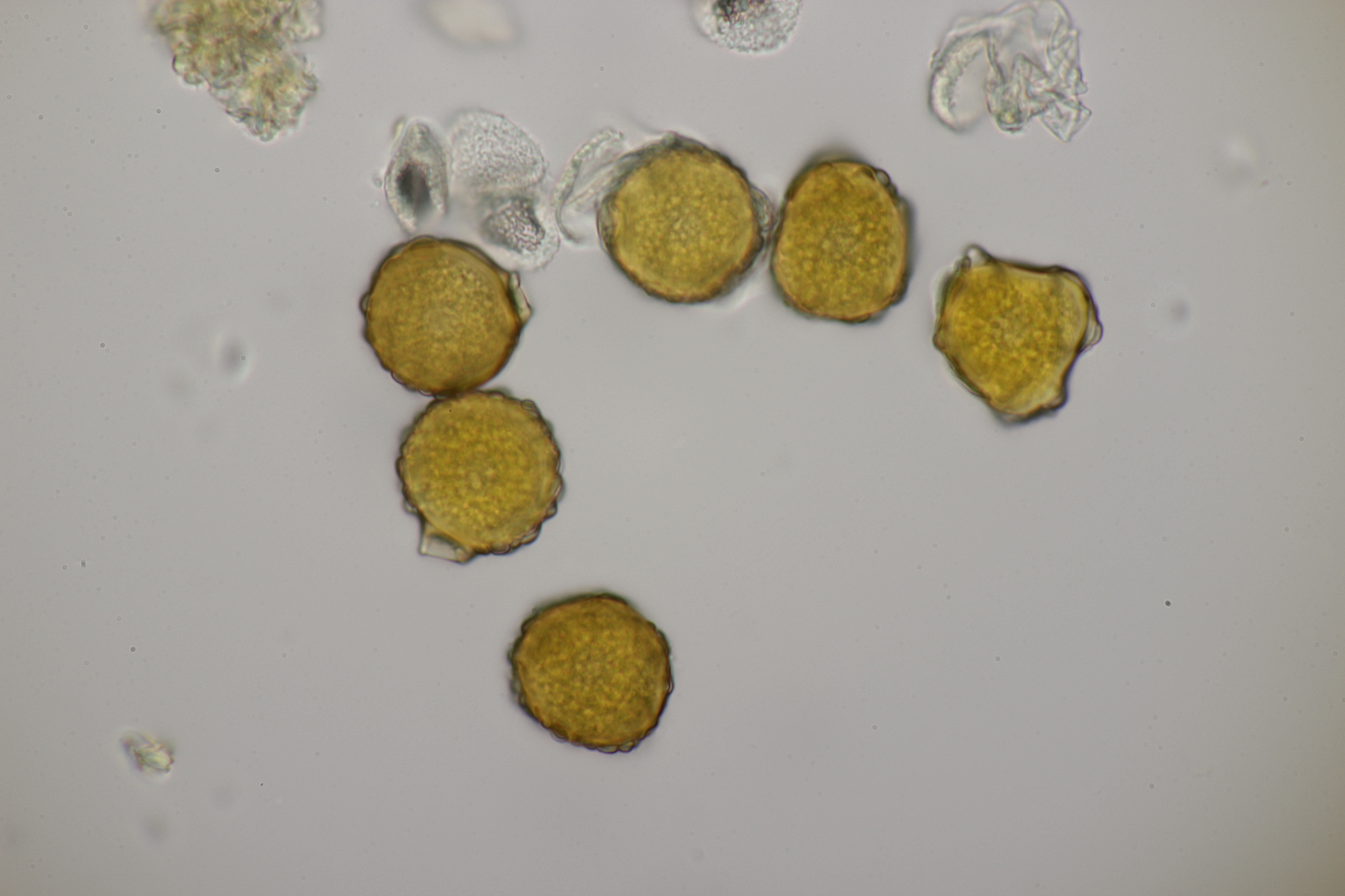
Teliosporen
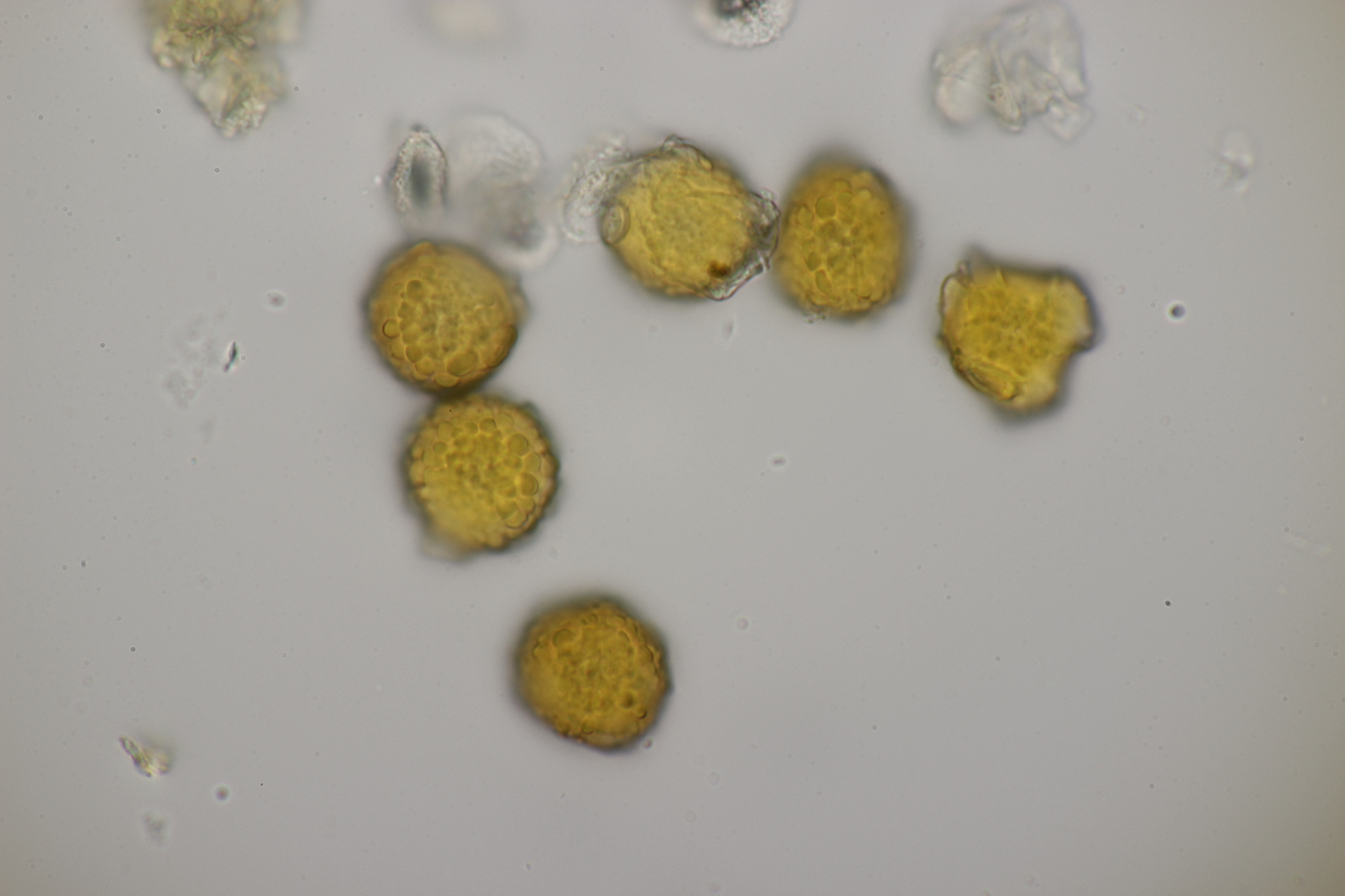
Teliosporenwanden